# Drammi di Victor Hugo
Questa voce raccoglie tutti i drammi scritti da Victor Hugo. Egli impresse una svolta alla storia del teatro teorizzando — e mettendo in pratica — un nuovo tipo di rappresentazione scenica, quella del dramma, caratterizzato dalla mescolanza degli stili (tragico e comico, alto e basso, sublime e grottesco), dal rifiuto delle convenzioni classicistiche come l'unità di tempo e di luogo, moltiplicazione dei personaggi, dei luoghi e dei registri linguistici.

## Cromwell
Cromwell è un dramma in cinque atti in versi, composto nel 1827 ma mai portato in scena.
La storia si rifà alla biografia di Oliver Cromwell, di cui traccia un ritratto nel quadro di una magnificente rappresentazione dell'Inghilterra del XVII secolo.
Il dramma è il primo scritto da Hugo e rappresenta uno dei primi esempi di dramma romantico, ma è di fatto irrappresentabile a causa dei frequenti cambiamenti di luogo, dei numerosi personaggi e della complessità della rappresentazione.
Esso è uno dei testi fondanti del Romanticismo in Francia, tanto per l'opera in sé, che mette in scena un fatto di storia recente e rompe con le tradizioni classicistiche del teatro, quanto per il suo prologo, vero e proprio manifesto di poetica dell'autore.

## Marion de Lorme
Marion de Lorme è un dramma in cinque atti in versi rappresentato per la prima volta l'11 agosto 1831, dopo essere stato per due anni vietato dalla censura.
Esso racconta la storia di Marion Delorme, cortigiana del XVII secolo riscattatasi grazie all'amore.
Amilcare Ponchielli ne trasse un'opera nel 1885.

## Ruy Blas
Ruy Blas è un dramma rappresentato per la prima volta l'8 novembre 1838 al teatro della Renaissance, fondato dall'autore insieme ad Alexandre Dumas.

### Trama
Il dramma, ambientato in Spagna, è centrato sull'unione tra amore e politica: il protagonista Ruy Blas, infatti, da un lato combatte contro l'oligarchia che rovina lo Stato mentre dall'altro tenta di dimostrarsi degno della donna che ama, la regina. Ma quest'uomo del popolo, quest'amante romantico è ostaggio del suo padrone che lo usa per rovinare la reputazione della regina, a cui ha dato per amante un servo, Ruy Blas appunto. Il dramma si trasforma così in una tragedia dove il Male si fa servire dal Bene e dove a trionfare è il grottesco.

## Les Burgraves
I burgravi (in originale Les Burgraves) è un dramma storico rappresentato per la prima volta alla Comédie-Française il 7 marzo 1843.
La rappresentazione fu un totale insuccesso, e con esso si suole indicare la fine, simbolicamente, del dramma romantico.

## Torquemada
Torquemada è un dramma in quattro atti in versi pubblicato nel 1882; esso fu scritto nel 1869 e non fu mai portato in scena.
La storia è quella del monaco spagnolo Tomás de Torquemada, figura possente di fanatismo del fondatore dell'Inquisizione, che vuole imporre la religione col terrore; a essa si oppone la figura di san Francesco da Paola, apostolo della religione attraverso l'amore. Il dramma è preceduto da un prologo.

### Trama
Torquemada, murato vivo a seguito di una sentenza ecclesiastica, viene liberato da due giovani amanti, don Sanche e doña Rosa; dopo essersi recato a Roma per ottenere l'assoluzione dal papa, Torquemada torna in Spagna dove fonda l'Inquisizione. Nel frattempo il re Ferdinando si è innamorato di Rosa, e per separarla da don Sanche, invia i due giovani in convento; il suo primo ministro, conte di Fuentel, li libera affidandoli a Torquemada. Questi riconosce in loro i suoi due salvatori; ma viene a sapere che l'hanno liberato compiendo un sacrilegio: hanno sollevato la pietra della sua prigione usando un vecchio crocifisso di ferro. Li invia dunque al rogo per salvare le loro anime.

## Théâtre en liberté
Il teatro in libertà (in originale Théâtre en liberté) è una raccolta di drammi pubblicata postuma nel 1886.

## Mille francs de récompense
Mille franchi di ricompensa (in originale Mille francs de récompense) è un dramma pubblicato postumo nel 1934.
Glapieu è un ladro che, inseguito dalla polizia, trova rifugio presso l'abitazione di Cyprienne, una ragazza indigente e innamorata di un giovane impiegato di banca, che divide la sua casa con la madre vedova Etiennette e il nonno malato. I tre attendono il pignoramento dei mobili da parte di Rousseline, uno spietato uomo di affari che sarebbe disposto a cancellare il debito in cambio della mano della giovane Cyprienne. Glapieu troverà il modo per liberare i tre dal ricatto dell'avido personaggio.